# Hikaru Ozawa
Hikaru Ozawa (født 9. marts 1988) er en japansk fodboldspiller, som spiller for den japanske fodboldklub YSCC Yokohama.